# Sala Transilvania
La Sala Transilvania (in romeno: Sala Sporturilor „Transilvania”) è una arena polivalente situata nella città di Sibiu.
I lavori per l'Arena iniziarono nel 1998, e venne aperta lo stesso anno. Al suo interno si svolgono anche manifestazioni culturali, eventi e concerti.